# Фей Данавей
Фей Данавей (англ. Faye Dunaway; 14 січня 1941, Баскоме, штат Флорида) — американська акторка, сценаристка, продюсерка й режисерка. Лауреатка премії «Оскар» за найкращу жіночу роль у 1976 за головну роль у фільмі Телемережа.

## Біографія
Фей Данавей народилася 14 січня 1941 року в місті Баскоме, штат Флорида. Її мати — Грейс Ейприл, була домогосподаркою, а батько — Джон МакДаувелл Данавей-молодший, офіцером. Навчалась у Флоридському університеті та на театральному відділенні університету Бостона, де і отримала диплом.
Вперше зіграла на великій сцені у 1962 році на Бродвеї. Вперше зіграла у кіно у 1967 році. В тому ж році зіграла з Ворреном Бітті у гангстерському фільмі режисера Артура Пенна «Бонні і Клайд», за роль в якому номінувалася на премію «Оскар». За роль у «Китайському кварталі» (1974) Романа Полянськи отримала другу номінацію на «Оскар». Два роки потому Данавей зіграла у фільмі «Телемережа» Сідні Люмета, за роль у якому отримала примії «Оскар» та «Золотий глобус». У 1981 році отримала антипремію Золота малина за найгіршу акторку.
Фей Данавей має зірку на Голлівудській алеї слави, присуджену 2 жовтня 1996 року.

## Фільмографія

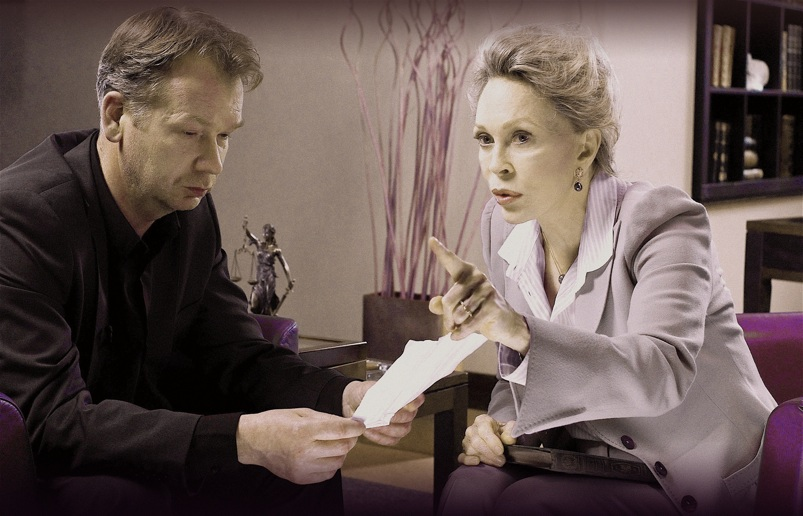
Балладина

- 1967 — Бонні і Клайд / Bonnie and Clyde — Бонні Паркер
- 1968 — Афера Томаса Крауна / The Thomas Crown Affair — Вікі Андерсон
- 1970 — Маленька велика людина / Little Big Man — місіс Луїза Пендрейк
- 1971 — Будинок під деревами / La Maison sous les arbres — Джилл
- 1973 — Оклахома, якою вона є / Oklahoma Crude — Лена Дойл
- 1973 — Три мушкетери / The Three Musketeers — Міледі
- 1974 — Китайський квартал / Chinatown — Евелін Малрей
- 1974 — Пекло в піднебессі / The Towering Inferno — Сьюзен Франклін, наречена Дага Робертса
- 1974 — Чотири мушкетери / The Four Musketeers — Міледі
- 1975 — Три дні Кондора / Three Days of the Condor  — Кеті Гейл
- 1976 — Телемережа / Network — Діана Крістенсен
- 1978 — Очі Лаури Марс / Eyes Of Laura Mars — Лаура Марс
- 1979 — Чемпіон / The Champ — Енні
- 1981 — Дорога матуся / Mommie Dearest — Джоан Кроуфорд
- 1983 — Злочинка / The Wicked Lady — леді Барбара
- 1984 — Випробування невинністю / Ordeal by Innocence — Рейчел
- 1984 — Супердівчина / Supergirl — Селена
- 1985 — Тринадцять за обідом / Thirteen at Dinner — Джейн Вілкінсон
- 1986 — Мадам з Беверлі-Хіллз / Beverly Hills Madam
- 1988 — П'яничка / Barfly — Ванда
- 1988 — Пекуча таємниця / Burning Secret — мати хлопчика
- 1989 — Жорстоке місто / Cold Sassy Tree
- 1989 — У місячну ніч / In Una Notte Di Chiaro Di Luna — місіс Колтберт
- 1990 — Оповідь служниці / The Handmaid's Tale  — Серена Джой
- 1991 — Дві сторони / Double Edge
- 1992 — Тимчасова секретарка / The Temp — Шарлін Таун
- 1992 — Народ з півдня / Scorchers
- 1993 — Аризонська мрія / Arizona dream — Елейн Сталкер
- 1993 — Все на карту (серія «Коломбо») / It's all in the game — Лаурен Статон
- 1995 — Дон Жуан де Марко / Don Juan DeMarco — Мерелін Міклер
- 1995 — Розділена сім'я / A Family Divided
- 1996 — Альбіно Алігатор / Albino Alligator
- 1997 — Ребекка / Rebecca — Едіт ван Гоппер
- 1998 — Джіа / Gia — Вільгельміна Купер
- 1999 — Жанна д'Арк / The Messenger: The Story of Joan of Arc — Іоланда Арагонська
- 1999 — Афера Томаса Крауна / The Thomas Crown Affair — психіатриня
- 2000 — Ярди / The Yards
- 2004 — Молодий батько / El Padrino
- 2004 — Люди-динозаври / Anonymous Rex
- 2007 — Пандемія / Pandemic — Governor Shaefer
- 2007 — Покоління генів / The Gene Generation — Жозефіна
- 2009 — Балладіна / «Balladyna»
- 2017 — Байбаймен / «The Bye Bye Man»
- 2020 — Людина, яка намалювала Бога / L'uomo che disegnò Dio